# Джаныбеков, Алтынбек
Алтынбе́к Джаныбе́кович Джаныбе́ков (кирг. Алтынбек Жаныбеков; 15 июня 1934, Нижняя Ала-Арча, Аламудунский район, Чуйская область, Киргизская АССР, РСФСР, ныне Кыргызстан) — киргизский композитор и педагог. Народный артист Киргизской Республики (1995).

## Биография
В 1962 году окончил Алма-атинскую консерваторию у Евгения Брусиловского и Александра Николаева (композиция).
С 1963 года — старший музыкальный редактор Комитета по радиовещанию и телевидению Киргизской ССР.
В 1967 году начинает преподавать теоретические предметы в Музыкально-хореографическом училище им. М. Куренкеева и в Киргизском институте искусств, где в 1981 году становится доцентом.
Писал музыку к спектаклям; занимался обработкой народных мелодий.
Член КПСС в 1965—1991 годах.

## Сочинения
- симфония № 1 «Памяти Токтогула» (1966)
- симфония № 2 (1982)
- симфоническая поэма «Памяти Д. Шобокова» (1961)
- «Марш» (1961)
- «Праздничная увертюра» (1963)
- «Симфонические танцы» (1967)
- симфоническая поэма «Мой Киргизстан» (1970)
- концерт для фортепиано с оркестром (1962)
- «Полифоническая сюита» для струнного квартета (1963)
- сюита для квартета деревянных духовых (1957)
- «Юмореска» для скрипки и фортепиано (1970)
- вариации для фортепиано (1963)
- прелюдия для фортепиано (1963)
- токката для фортепиано (1968)

## Награды
- 1979 — Заслуженный деятель искусств Киргизской ССР
- 1995 — Народный артист Кыргызстана